# Danh sách sân vận động cricket tại Canada
Đây là Danh sách sân vận động cricket tại Canada.  Các sân này đã tổ chức các trận đấu first-class, List-A và Twenty20.  Ngoài ra, một số sân còn tổ chức các trận One Day Internationals và Twenty20 Internationals.
| Tên sân vận động                                 | Thành phố      | Sức chứa | Tên khán đài                       | Tham khảo |
| ------------------------------------------------ | -------------- | -------- | ---------------------------------- | --------- |
| Ajax Cricket Club                                | Toronto        | Không rõ | Football Fields End, Clubhouse End | [ 1 ]     |
| Armour Heights                                   | Toronto        | Không rõ |                                    | [ 2 ]     |
| Beacon Hill Park                                 | Victoria       | Không rõ |                                    | [ 3 ]     |
| Brockton Oval                                    | Vancouver      | 3,000    |                                    | [ 4 ]     |
| Cowichan Cricket and Sports Club                 | Shawnigan Lake |          |                                    | [ 5 ]     |
| Eglinton Flats East Ground                       | Toronto        |          | Northern End, Eglington Avenue End | [ 6 ]     |
| Eglinton Flats West Ground                       | Toronto        |          | Northern End, Eglington Avenue End | [ 7 ]     |
| G Ross Lord Park Upper Ground                    | Toronto        |          | Northern End, Eglington Avenue End | [ 8 ]     |
| G Ross Lord Park Lower Ground                    | Toronto        |          | Northern End, Eglington Avenue End | [ 9 ]     |
| Kaiteur Cricket Club                             | Toronto        |          |                                    | [ 10 ]    |
| Maple Leaf North-East Ground                     | King City      | Không rõ | • Northern End • Southern End      | [ 11 ]    |
| Maple Leaf North-West Ground                     | King City      |          | • Northern End • Southern End      | [ 12 ]    |
| Maple Leaf South-East Ground                     | King City      |          | • Northern End • Southern End      | [ 13 ]    |
| Maple Leaf South-West Ground                     | King City      |          | • Northern End • Southern End      | [ 14 ]    |
| McGill College                                   | Montreal       |          |                                    | [ 15 ]    |
| Malton Cricket Club                              | Toronto        |          | NPS Allelix End, Southern End      | [ 16 ]    |
| Rosedale                                         | Toronto        |          |                                    | [ 17 ]    |
| Sunrise Cricket Club Ground                      | Waterloo       | Không rõ |                                    | [ 18 ]    |
| Sunnybrook Park                                  | Toronto        |          |                                    | [ 19 ]    |
| Toronto Cricket, Skating and Curling Club Ground | Toronto        | 4,875    |                                    | [ 20 ]    |
| Toronto Skydome                                  | Toronto        | 50,000   | Không rõ                           | [ 21 ]    |